# 올림픽 쿠바 선수단
올림픽 쿠바 선수단은 쿠바 대표로 올림픽에 참가하는 선수단이다. 쿠바는 1900년 올림픽에 처음 참가했으며, 총 28번의 하계 올림픽 중 20번 선수단을 파견했다.
쿠바 선수들은 동계 올림픽에 참가한 적이 없다. 동계 올림픽에 참가한 적이 없는 국가 중에서 쿠바는 금메달과 총 메달 획득 기준으로 가장 성공적인 올림픽 팀이다.
쿠바는 하계 올림픽 금메달 부문에서 미국 국가 중 2위(미국에 이어)에 올라와 있으며, 라틴 아메리카와 캐나다의 어떤 국가보다 더 많은 메달을 획득했다. 쿠바는 아직 올림픽을 개최한 적이 없다. 쿠바는 올림픽을 개최한 적이 없는 국가 중에서 네 번째로 많은 메달 수(헝가리, 루마니아, 폴란드에 이어)를 획득했으며, 동계 올림픽에서 한 번도 메달을 획득한 적이 없는 국가 중에서는 가장 많은 메달 수를 획득했다.
쿠바국가올림픽위원회는 1926년에 창설되어 1954년에 인가를 받았다.

## 종목별 메달 집계
| 경기   | 금 | 은 | 동 | 합계 |
| ------ | -- | -- | -- | ---- |
| 복싱   | 37 | 19 | 17 | 73   |
| 육상   | 11 | 13 | 17 | 41   |
| 레슬링 | 9  | 6  | 9  | 24   |
| 유도   | 6  | 14 | 16 | 36   |
| 펜싱   | 5  | 5  | 6  | 16   |
| 야구   | 3  | 2  | 0  | 5    |
| 배구   | 3  | 0  | 2  | 5    |
| 역도   | 2  | 1  | 5  | 8    |
| 태권도 | 1  | 2  | 3  | 6    |
| 사격   | 1  | 0  | 3  | 4    |
| 카누   | 0  | 3  | 0  | 3    |
| 수영   | 0  | 1  | 1  | 2    |
| 사이클 | 0  | 1  | 0  | 1    |
| 요트   | 0  | 1  | 0  | 1    |
| 농구   | 0  | 0  | 1  | 1    |
| 합계   | 78 | 68 | 80 | 226  |

## 같이 보기
- 분류:쿠바의 올림픽 참가 선수